# 남평공공도서관
남평공공도서관은 전라남도 나주시 남평읍 소재의 도서관이다.

## 연혁
- 1991. 12. 20 금성공공도서관 개관
- 1998. 03. 30 남평공공도서관 명칭변경 (전라남도조례 제2578호)
- 2003. 02. 19 전라남도교육청지정 중부권역 시범평생학습관 지정
- 2003. 09. 01 디지털자료실 개실
- 2009. 12. 11 3층 평생학습관 준공
- 2011. 02. 28 국립어린이청소년주관「도서관 함께 책읽기 사업」선정
- 2012. 12. 07 증축 및 보수(어린이자료실, 다목적실 증·개축, 2층 화장실 리모델링)
- 2013. 01. 01 전라남도평생학습관 지정

## 이용 안내
이용 시간
- 자유열람실: (3~10월) 07:30 ~ 22:00 / (11~2월) 08:00 ~ 21:00
- 종합자료실(어린이자료실): 평일(화~금) 09:00 ~ 18:00 / 주말(토~일) 09:00 ~ 18:00
- 디지털자료실: 평일(화~금) 09:00 ~ 18:00 / 주말(토~일) 09:00 ~ 18:00

휴관일
- 매주 월요일(정기휴관일) 및 법정공휴일
- 일요일이 아닌 관공서의 공휴일(일요일과 공휴일이 겹칠 때에는 휴관)
- 특별한 사유로 관장이 지정한 날(임시휴관일)